# 쿡 제도 달러

쿡 제도 달러는 쿡 제도의 통화이다. 1 달러는 100 센트로 나뉘지만, 50 센트 동전은 액면을 "50 테네"(tene)라고 표시한다

## 역사
1967년까지, 뉴질랜드 파운드가 쿡 제도에서 쓰였다가 이후 뉴질랜드 달러가 도입되었다. 1972년 동전은 명확하게 쿡 제도를 위해 발행된 것과 함께 1987년에 지폐도 생겨났다. 쿡 제도 달러는 뉴질랜드 달러를 기준화로 삼고 있다.

## 동전
1972년 청동 1, 2센트와 백동 5, 10, 20, 50센트와 1 달러 동전이 도입되었다. 모든 주화는 같은 크기이며 뉴질랜드 주화도 구성분이 거의 같다고 볼 수 있다. 1983년 1, 2센트 주화 생산은 중단되었다. 1987년 가리비 모양의 1달러와 삼각형 모양의 2달러, 12각형 모양의 5 달러 동전이 생겼으며 1, 2달러 동전은 백동, 5달러는 알루미늄-청동으로 만든다. 뉴질랜드 10, 20, 50센트의 크기가 줄어듦에 따라 쿡 제도 주화도 이 경향을 따르고 있다.

## 지폐
1987년 3, 10, 20달러 지폐가 쿡 제도 정부 주도적으로 생겼으며 50달러화는 1992년부터 연달아 발행되고 있다. 그러나 1995년까지만 발행되다 지금에 와서는 발행되지 않고 있다. 쿡 제도의 현지인들은 뉴질랜드 달러를 선호하는 편이지만 명백히 쿡 제도 달러화가 쿡 제도내 법정 통용화이다.

## 같이 보기
- 뉴질랜드 달러